# Шимановский, Вацлав (скульптор)
Ва́цлав Шимано́вский (пол. Wacław Szymanowski, 23 августа 1859 года, Варшава, Царство Польское, Российская империя — 22 сентября 1930 года, Варшава, Польша) — польский скульптор и художник.

## Биография
Родился 23 августа 1859 года в семье польского писателя Вацлава Шимановского. С 1875 по 1879 года обучался скульптуре в классе Циприана Годебского, изучал живопись в парижской художественной школе «École des Beaux-Arts». С 1880 по 1882 год обучался в Мюнхене. В это же время сотрудничал с художником Станиславом Грохольским. В 1889 году получил награду за картину «Kłótnia Hucułów» на парижской Всемирной выставке. С 1895 года стал заниматься скульптурой. До 1905 году проживал в Париже.
Был женат на гражданке США Габриэле Турнер. Был отцом польского политика и учёного Вацлава Шимановского.
Скончался 22 сентября 1930 года в Варшаве и был похоронен на Раковицком кладбище в Кракове.

## Творчество
Был автором многочисленных скульптурных надгробий, в том числе своего отца на кладбище Повонзки в Варшаве. Создавал памятники, в том числе варшавский памятник Фредерику Шопену.
В 1984 году во Вроцлаве был установлен памятник Юлиушу Словацкому, который был создан Анджеем Лентовским на основе полуметровой скульптуры Вацлава Шимановского, которая была сделана им в 1905 году.
Одним из нереализованных проектов Вацлава Шимановского стала монументальная скульптурная композиция «Поход на Вавель», которую планировалось поставить около вавельского госпиталя. Эта композиция состояла из 52 фигур, представляющих польских королей и других значимых общественных деятелей. В настоящее время модель композиции «Поход на Вавель» демонстрируется краковском Национальном музее.
На Краковских плантах находится памятник Артуру Гроттеру авторства Вацлава Шимановского.

## Источник
- Encyklopedia powszechna PWN, Warszawa, Państwowe Wydawnictwo Naukowe, vol. 4, стр. 372, 1976.
- Encyklopedia Warszawy, 1994.